# 商都站
商都站，位于中华人民共和国内蒙古自治区乌兰察布市商都县七台镇，是集通铁路上的火车站，建于1997年，由集通铁路公司管辖。

## 歷史
- 建于1997年。

## 車站周邊
- 商都汽车站
- 商都县第三中学
- 金凯阳酒店
- 宏泰大酒店
- 中国信合红旗北路分社
- 中国人民银行商都支行
- 商都县气象局
- 中国邮政储蓄银行商都县新北路营业所

## 外部連結
- 中国铁路客户服务中心（页面存档备份，存于）